# Constance Crawley
Constance Crawley (30 de marzo de 1870 – 17 de marzo de 1919) fue una actriz inglesa conocida por sus papeles protagonistas en tragedias de Shakespeare. A principios del siglo 20 se dio a conocer en los escenarios estadounidenses y más tarde protagonizó y escribió varias películas mudas.

## Biografía

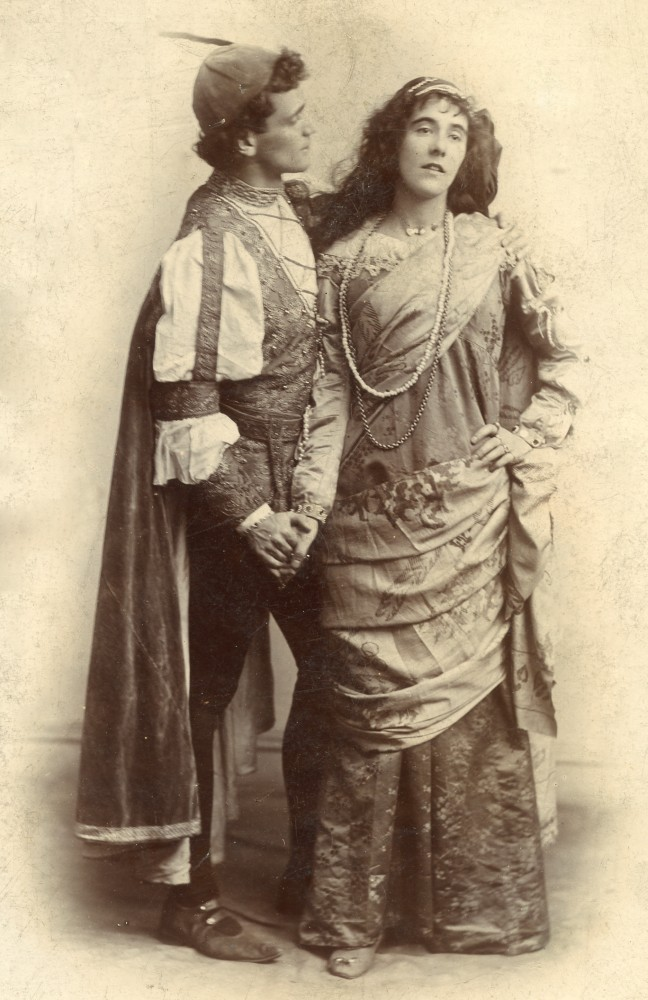
Constance Crawley y su esposo John Sayer Crawley, c. 1899, en Sudáfrica con la compañía teatral de Henry Irving

### Primeros años y carrera
Crawley nació como Constance Ione "Emily" Thompson en Sunnycroft, Wandsworth, Surrey. Hija de Theophilus Wathen Thompson, un acaudalado abogado londinense, y su esposa Maria Elizabeth Abbott, así como nieta de Theophilus Thompson, M.D., miembro de la Royal Society. Se convirtió en Constance Crawley en 1892, cuando se casó con John Sayer Crawley, un aspirante a actor que la animó a buscar papeles en el teatro. En 1897, Sir Herbert Beerbohm Tree la descubrió en un salón londinense y le dio el papel de Faith Ives en la obra de Henry Arthur Jones The Dancing Girl. Más tarde, ella y su marido formaron parte de la compañía de Sir Henry Irving que recorrió Sudáfrica durante las guerras de los bóeres. A su regreso a Inglaterra, interpretó el papel de Roma en una dramatización de The Eternal City.
En 1902, Crawley y su marido viajaron con los actores de Ben Greet a Estados Unidos, donde fue suplente de la protagonista de Greet, Edith Wynne Matthison. Crawley regresó con Greet la temporada siguiente y se dio a conocer interpretando papeles femeninos en Shakespeare junto a Greet, y como protagonista femenina en la producción de Greet en Chicago y la costa oeste de la obra moral medieval Everyman, mientras que Matthison continuó con los papeles principales en las producciones de la compañía en la costa este. Crawley regresó como única protagonista femenina en la tercera gira de Greet por Estados Unidos en 1904, con una joven Sybil Thorndike como suplente.
Regresó a los escenarios británicos durante dos años, pero en 1906 volvió a Estados Unidos con su propia compañía. Elsa Maxwell, que se había unido a la compañía de Crawley, escribe que abrieron su gira por Norteamérica en  Pasadena la noche del gran terremoto de San Francisco, que arrasó todos los teatros de su itinerario por California, tras lo cual la gira continuó con una sucesión de representaciones en Texas, Luisiana, Misuri y Nueva York. Aunque las apariciones de Crawley en Broadway con su compañía fueron escasas, tuvo éxito en otros lugares, sobre todo en el medio oeste y California. Pasó varios meses recuperándose en la ciudad turística de Sierra Madre, California, tras contraer tuberculosis durante una gira por Canadá en 1912, y después se instaló en Los Ángeles a partir de 1913 para centrar su carrera en las películas mudas.
Crawley entabló una estrecha relación con Arthur Maude, actor y director británico diez años menor que ella, que en 1906 se había convertido en el director de su compañía teatral. Finalmente, él también se hizo cargo de su carrera, al menos a partir de 1914, vivieron juntos en la misma dirección de Los Ángeles. Los dos actuaron uno frente al otro en el teatro y luego en el cine, incluyendo cuatro películas con su propia productora, Crawley-Maude Features. Uno de sus proyectos cinematográficos fue una adaptación para la pantalla en 1914 de la obra Everyman, que había llamado la atención del público estadounidense sobre Crawley. Sin embargo, su versión de la película se estrenó sólo unos meses después del lanzamiento de una versión en color protagonizada por Linda Arvidson, y ninguna de las dos películas tuvo mucha repercusión. Crawley y Maude también protagonizaron seis películas con la efímera American Film Manufacturing Company (Flying "A" Studios) de Santa Bárbara, California, que en aquella época era uno de los mayores estudios cinematográficos de Estados Unidos. Su película de 1916, The Wraith of Haddon Towers, se considera una de las primeras películas del cine de terror que estaba surgiendo por aquel entonces. El marido de Crawley permaneció en Nueva York durante esos años, donde, bajo el nombre artístico de Sayre Crawley, disfrutó de una larga carrera en Broadway. Aunque nunca se divorciaron, los Crawley siguieron separados.

### Últimos años y muerte

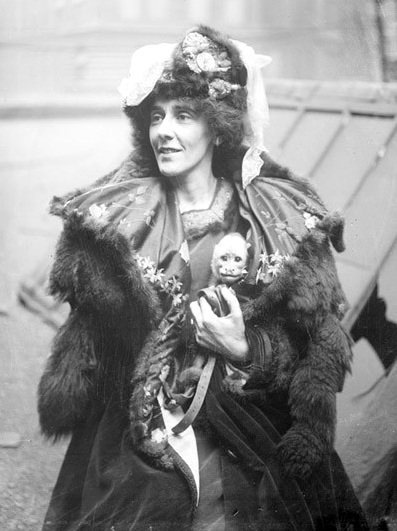
Crawley en una estación de tren en Chicago en 1908 con su mono mascota "Dooley".

El último papel importante de Crawley sobre un escenario fue el 19 de mayo de 1916, cuando el Hollywood Businessmen's Club, con motivo del 400 aniversario de la muerte de Shakespeare, puso en escena una producción al aire libre de Julio César, interpretada por un reparto de 5,000 personas ante un público de 40,000 en Hollywood Hills. Crawley interpretó el papel de Calpurnia junto a Tyrone Power Sr. en el papel de Marco Bruto y Douglas Fairbanks Sr. en el de Catón. Sus últimas apariciones en el escenario fueron en su mayoría espectáculos en los que, como parte de la función, el público conversaba con ella sobre temas de su elección y los beneficios se destinaban a obras benéficas.
Crawley nunca se recuperó del todo de su episodio de tuberculosis de 1912. Tras el estreno en marzo de 1916 de su película Revelations, su salud empeoró y no volvió a interpretar papeles en el cine, pero siguió activa en la industria cinematográfica como guionista de escenarios, y coescribió tres guiones junto con Arthur Maude. A pesar de su mala salud en sus últimos años, seguía formando parte de la escena social de Los Ángeles, recibiendo a artistas en su casa del 1203 de Shatto Place, que tras su muerte se destinó a su memoria como centro de arte.
Murió el 17 de marzo de 1919 en Los Ángeles, y su distanciado marido John Sawyer Crawley se encargó de los últimos asuntos de su herencia, a pesar de que Arthur Maude había sido su compañero sentimental durante los seis años anteriores. Aunque en los periódicos se informó de que su edad en el momento de su muerte era de 39 años, en realidad le faltaban unos días para cumplir los 49 años, ya que no había sido muy sincera en cuanto a su fecha de nacimiento, algo habitual entre las artistas.

### Vida personal
Crawley y su marido tuvieron una hija, llamada Vere Crawley, que nació en 1893 en Inglaterra. Vere vivió más tarde cerca de su madre en Los Ángeles, antes de morir de tuberculosis en 1918, a los 25 años. El ingenio y el humor de Crawley la hicieron popular entre la prensa, que la entrevistaba con regularidad. Tuvo uno o varios monos como mascotas durante la mayor parte de su vida adulta, y sus aventuras introduciéndolos en estaciones de tren y habitaciones de hotel en sombrereras fueron muy leídas en los periódicos.

## Filmografía
| Actriz - The Midianitish Woman (1913) - Pelleas and Melisande (1913) - Francesca da Rimini (1913) - Jephtah's Daughter (1913) - The Shadow of Nazareth (1913) - Pagliacci (1913) - The Florentine Tragedy (1913) - The Second Mrs. Tanqueray (1914) - The Volunteer Parson (1914) - The Bride of Lammermoor (1914) - Mary Magdalene (1914) - Jess (1914) - Elsie Venner (1914) - Charlotte Corday (1914) - Everyman (1914) - The Fatal Night (1914) - Thais (1914; Crawley también codirigió la película con Arthur Maude) - The Virgin of the Rocks (1914) - The Alternative (1915) – también estrenado como The Winning Hand - The Wraith of Haddon Towers (1916) - Lord Loveland Discovers America (1916) - Powder (1916) - Embers (1916) - Revelations (1916) | Escritora - The Moving Finger (1916) - In the Lap of the Gods (1916) - The Shadows of Suspicion (1916) - Her Chance (1916) - The Last of the Morgans (1916) - Just Her Luck (1916) - An Old Soldier's Romance (1917) - A Jewel in Pawn (1917) - The Rogue's Nest (1917) - Flames of Treachery (1917) - Hatton of Headquarters (1917) |